# Чемпионат мира по шоссейным велогонкам 1975 — групповая гонка (мужчины)
Групповая гонка у мужчин на чемпионате мира по шоссейному велоспорту 1975 года прошла 31 августа в бельгийском городе Ивуар. Победу одержал нидерландский велогонщик Хенни Кёйпер. Гонка также входила в зачёт турнира Супер Престиж Перно.

## Участники
Участие приняло 14 сборных. Всего на старт вышло 79 гонщиков, из которых смогло финишировать 28 человек.
| Национальные сборные (14)- ФРГ - Австралия - Бельгия - Колумбия - Дания - Испания - США - Франция - Великобритания - Нидерланды - Италия - Люксембург - Норвегия - Швейцария |
| |

## Маршрут
Маршрут гонки представлял собой 20 кругов по 13,3 километра, где трёхкилометровый подъём был преодолён 21 раз.

## Ход гонки
За 26 километров до финиша вырвался вперёд Хенни Кёйпер, пока его соперники, в том числе сильные бельгийцы Роже де Вламинк, Эдди Меркс и Люсьен ван Импе, пытались контролировать друг друга в группе из десяти человек. При этом Меркс мог в четвертый раз стать чемпионом мира в родной стране. Однако Кёйперу удалось увеличить своё преимущество до 17 секунд и удержать его до самого финиша, став чемпионом мира.
Следом за ним финишировала основная группа из 21 гонщика.
Среди финишировавших спортсменов не было ни одного немецкого гонщика. В частности двое гонщиков были дисквалифицированы: после неисправности Дитрих Турау поменялся велосипедом с Гюнтером Харитцем, что было разрешено на гранд-турах, но не на чемпионате мира.
Всего финишировало 28 гонщиков. Остальные сошли по ходу гонки.

## Результаты
| \| Генеральная классификация \| Генеральная классификация \| Генеральная классификация \| Генеральная классификация \| Генеральная классификация \| \| Гонщик \| Гонщик \| Команда \| Время \| \| \| ------------------------- \| ------------------------- \| ------------------------- \| ------------------------- \| ------------------------- \| \| 1-й \| Хенни Кёйпер \| Нидерланды \| 6ч 39' 19 \| \| \| 2-й \| Роже Де Вламинк \| Бельгия \| + 17 \| \| \| 3-й \| Жан-Пьер Дангийом \| Франция \| + 17 \| \| \| 4-й \| Педро Торрес \| Испания \| + 17 \| \| \| 5-й \| Йоп Зутемелк \| Нидерланды \| + 17 \| \| \| 6-й \| Бернар Тевене \| Франция \| + 17 \| \| \| 7-й \| Режи Овион \| Франция \| + 17 \| \| \| 8-й \| Эдди Меркс \| Бельгия \| + 17 \| \| \| 9-й \| Люсьен Ван Импе \| Бельгия \| + 17 \| \| \| 10-й \| Джерри Кнетеманн \| Нидерланды \| + 17 \| \| |                   |            |           |
| |                   |            |           |
| |                   |            |           |
| Генеральная классификация |                   |            |           |
| Гонщик | Гонщик            | Команда    | Время     |
| 1-й | Хенни Кёйпер      | Нидерланды | 6ч 39' 19 |
| 2-й | Роже Де Вламинк   | Бельгия    | + 17      |
| 3-й | Жан-Пьер Дангийом | Франция    | + 17      |
| 4-й | Педро Торрес      | Испания    | + 17      |
| 5-й | Йоп Зутемелк      | Нидерланды | + 17      |
| 6-й | Бернар Тевене     | Франция    | + 17      |
| 7-й | Режи Овион        | Франция    | + 17      |
| 8-й | Эдди Меркс        | Бельгия    | + 17      |
| 9-й | Люсьен Ван Импе   | Бельгия    | + 17      |
| 10-й | Джерри Кнетеманн  | Нидерланды | + 17      |